# إسبينوزا (ميناس جرايس)
اسبينوزا هي بلدية تقع في شمال ولاية ميناس جرايس بالبرازيل.
بلغ عدد سكانها 32,151 نسمة (2015) ومساحتها 1,869 كيلومتر مربع.  وترتفع 572 متر عن سطح البحر.
تحتوي البلدية على جزء من منتزه كامينيو دوس جرايس الحكومي الذي تبلغ مساحته 53,264 هكتار (131,620 أكر)، والذي تم إنشاؤه في عام 2007.
تتبع اسبينوزا إداريا منطقة مدينة جانوبا الصغيرة. وهي متصلة بتلك المدينة عن بالطريق رقم BR-122. وتبعد مسافة قصيرة جنوب الحدود مع ولاية باهيا.

## الاقتصاد
الأنشطة الاقتصادية الرئيسية هي تربية الماشية، والصناعات التحويلية الصغيرة، والزراعة. وفي عام 2006، كان هناك 32 ألف رأس من الماشية. وكانت المحاصيل الزراعية الرئيسية هي القطن وقصب السكر والذرة والذرة الرفيعة. وفي عام 2007 كانت هناك مؤسستان ماليتان. وبلغ الناتج المحلي الإجمالي (2005) 84.238.000 ريال برازيلي. وكان هناك مستشفى واحد يضم 32 سريراً (2005). كان هناك 1485 سيارة في عام 2007، أي بمعدل سيارة واحدة لكل 21 نسمة. 